# Ferrari 412T
Ferrari 412T — гоночный автомобиль с открытыми колёсами команды Scuderia Ferrari, различные модификации которого выступали в Чемпионатах мира Формулы-1 сезонов 1994 и 1995 годов.

## История

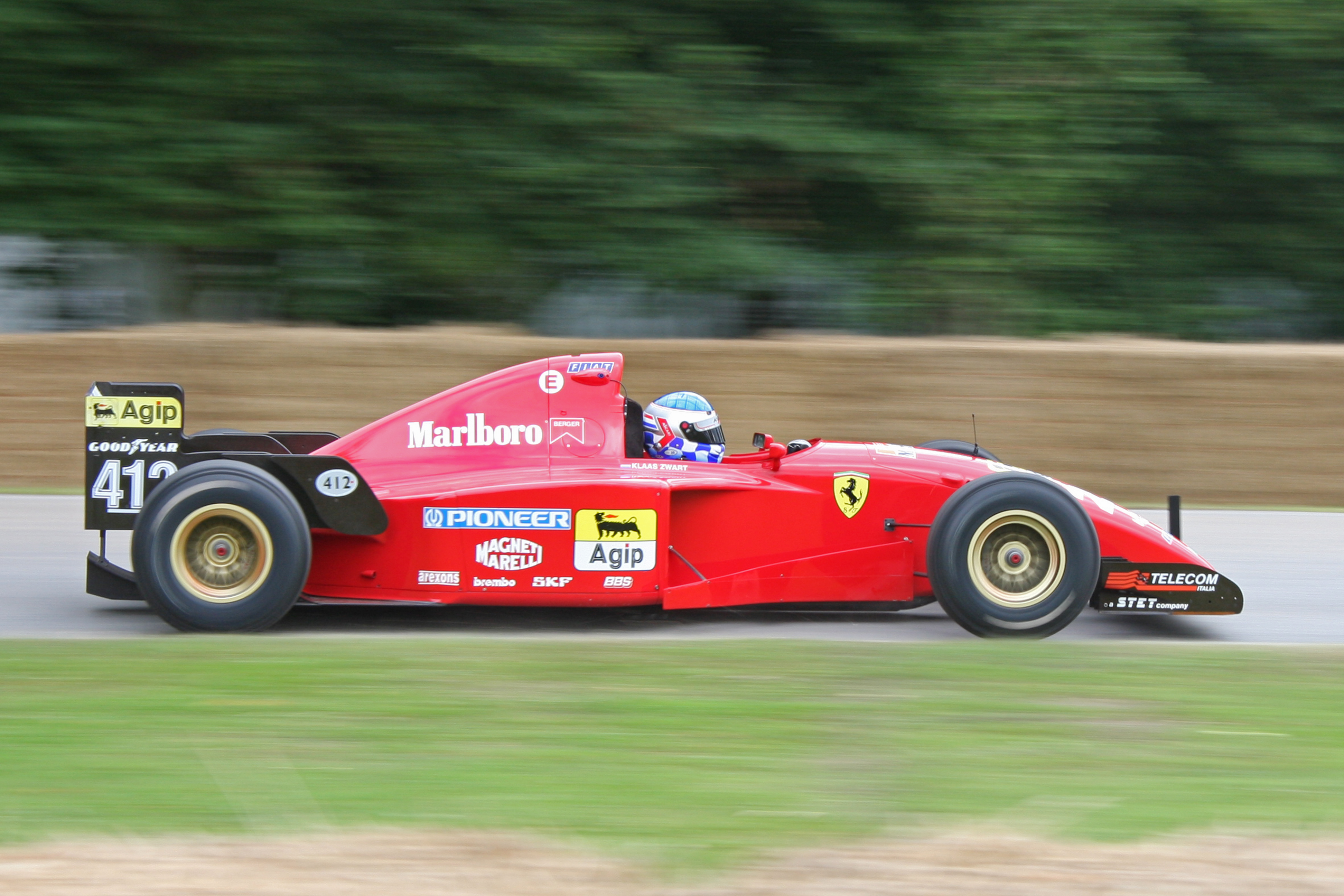
Ferrari 412T2 Герхарда Бергера на Фестивале скорости в Гудвуде.

Конструкторами Ferrari 412T стали Джон Барнард и Густав Брюннер.

Конструкция автомобиля была простой и экономичной, с V-образным 12-цилиндровым мотором 3,5 литра (в 1994 г) или 3,0 литра (в 1995 г). Т в маркировке модели означала Transverse (поперечно), так как коробка передач была смонтирована для улучшения развесовки по осям именно таким образом. Характерными чертами машины были боковые понтоны сложной формы и скруглённый конусообразный носовой обтекатель, улучшавшие аэродинамические качества. Автомобиль постоянно улучшали, изменяя понтоны и крылья на протяжении двух сезонов. Первоначально использовавшаяся приподнятая носовая часть была заменена на низкорасположенную  в ходе дальнейших усовершенствований.

Эта машина вывела Ferrari на верную дорогу после нескольких слабых сезонов в начале 90-х. Герхард Бергер и Жан Алези подтвердили конкурентоспособность автомобиля в течение двух сезонов несколькими подиумами и четырьмя поул-позициями. Машина была крепкой и конкурентоспособной, хотя невезение ограничило число побед по одной для Бергера (Гран-при Германии 1994 г.) и  Алези (Гран-при Канады 1995 г.)

Перешедших в Benetton в сезоне-1996 Алези и Бергера заменили Михаэль Шумахер и Эдди Ирвайн. Шумахер испытал 412T и заявил, что автомобиль "достаточно хорош, чтобы выиграть чемпионат мира".

В 1996 г. Ferrari F310 пришла на смену 412T.

## Результаты в чемпионате мира Формулы-1
| Легенда к таблице |                                                                    |
| --- | ------------------------------------------------------------------ |
| В таблице перечислены результаты всех Гран-при Формулы-1, в которых использовался автомобиль. Строками таблицы являются сезоны, столбцами — этапы чемпионата мира. В каждой клетке указаны сокращённое название этапа и результат, дополнительно обозначенный цветом. Расшифровка обозначений и цветов представлена в нижеследующей таблице. |                                                                    |
| \| Пример \| Описание \| \| ------------ \| ------------------------------------------------------------------ \| \| 1 \| Победитель \| \| 2 \| Второе место \| \| 3 \| Третье место \| \| 5 \| Финишировал, заработав очки \| \| Сход \| Не финишировал, но при этом заработал очки \| \| 12 \| Финишировал, не получив очков \| \| НКЛ \| Финишировал, но не попал в финальную классификацию \| \| 15 \| Участвовал вне зачёта, либо по отдельной классификации \| \| 18 \| Не финишировал, но попал в финальную классификацию \| \| Сход \| Не финишировал \| \| НКВ \| Не прошёл квалификацию \| \| НПКВ \| Не прошёл предквалификацию \| \| ДСК \| Дисквалифицирован \| \| ИСК \| Исключён из протокола соревнований \| \| ТТ \| Заявлен для участия только в тренировках \| \| НС \| Участвовал в квалификации, но не стартовал в гонке \| \| Т \| Травмирован или болен \| \| ОТК \| Отказ от участия \| \| НТР \| Прибыл на соревнования, но на трассу не выезжал \| \| НПР \| Был заявлен в числе участников, но не прибыл к началу соревнований \| \| О \| Соревнования отменены \| \| \| Не участвовал \| \| Поул-позиция \| \| \| Быстрый круг \| \| |                                                                    |
| Пример | Описание                                                           |
| 1 | Победитель                                                         |
| 2 | Второе место                                                       |
| 3 | Третье место                                                       |
| 5 | Финишировал, заработав очки                                        |
| Сход | Не финишировал, но при этом заработал очки                         |
| 12 | Финишировал, не получив очков                                      |
| НКЛ | Финишировал, но не попал в финальную классификацию                 |
| 15 | Участвовал вне зачёта, либо по отдельной классификации             |
| 18 | Не финишировал, но попал в финальную классификацию                 |
| Сход | Не финишировал                                                     |
| НКВ | Не прошёл квалификацию                                             |
| НПКВ | Не прошёл предквалификацию                                         |
| ДСК | Дисквалифицирован                                                  |
| ИСК | Исключён из протокола соревнований                                 |
| ТТ | Заявлен для участия только в тренировках                           |
| НС | Участвовал в квалификации, но не стартовал в гонке                 |
| Т | Травмирован или болен                                              |
| ОТК | Отказ от участия                                                   |
| НТР | Прибыл на соревнования, но на трассу не выезжал                    |
| НПР | Был заявлен в числе участников, но не прибыл к началу соревнований |
| О | Соревнования отменены                                              |
| | Не участвовал                                                      |
| Поул-позиция |                                                                    |
| Быстрый круг |                                                                    |

| Год  | Шасси        | Двигатель              | Шины | Пилоты | 1    | 2    | 3    | 4    | 5    | 6   | 7    | 8    | 9    | 10   | 11   | 12   | 13   | 14   | 15   | 16   | 17   | Место | Очки |
| ---- | ------------ | ---------------------- | ---- | ------ | ---- | ---- | ---- | ---- | ---- | --- | ---- | ---- | ---- | ---- | ---- | ---- | ---- | ---- | ---- | ---- | ---- | ----- | ---- |
| 1994 | 412T1 412T1B | Ferrari 043 3,5, V12   | G    |        | БРА  | ТИХ  | САН  | МОН  | ИСП  | КАН | ФРА  | ВЕЛ  | ГЕР  | ВЕН  | БЕЛ  | ИТА  | ПОР  | ЕВР  | ЯПО  | АВС  |      | 3     | 71   |
| 1994 | 412T1 412T1B | Ferrari 043 3,5, V12   | G    | Алези  | 3    |      |      | 5    | 4    | 3   | Сход | 2    | Сход | Сход | Сход | Сход | Сход | 10   | 3    | 6    |      | 3     | 71   |
| 1994 | 412T1 412T1B | Ferrari 043 3,5, V12   | G    | Ларини |      | Сход | 2    |      |      |     |      |      |      |      |      |      |      |      |      |      |      | 3     | 71   |
| 1994 | 412T1 412T1B | Ferrari 043 3,5, V12   | G    | Бергер | Сход | 2    | Сход | 3    | Сход | 3   | 4    | Сход | 1    | 12   | Сход | 2    | Сход | 5    | Сход | 2    |      | 3     | 71   |
| 1995 | 412T2        | Ferrari 044/1 3,0, V12 | G    |        | БРА  | АРГ  | САН  | ИСП  | МОН  | КАН | ФРА  | ВЕЛ  | ГЕР  | ВЕН  | БЕЛ  | ИТА  | ПОР  | ЕВР  | ТИХ  | ЯПО  | АВС  | 3     | 73   |
| 1995 | 412T2        | Ferrari 044/1 3,0, V12 | G    | Алези  | 5    | 2    | 2    | Сход | Сход | 1   | 5    | 2    | Сход | Сход | Сход | Сход | 5    | 2    | 5    | Сход | Сход | 3     | 73   |
| 1995 | 412T2        | Ferrari 044/1 3,0, V12 | G    | Бергер | 3    | 6    | 3    | 3    | 3    | 11  | 12   | Сход | 3    | 3    | Сход | Сход | 4    | Сход | 4    | Сход | Сход | 3     | 73   |